# Рудова Наталія Олександрівна
Наталія Олександрівна Рудова (нар. 2 липня 1983, Пахтакор, Джизакская область, Узбецька РСР, СРСР) — російська актриса театру і кіно. Найбільшу популярність їй принесла роль Тетяни Баринової в серіалі «Тетянин день» і Ксенії Ковальчук в комейдіному серіалі «Універ. Нова общага»

## Біографія
Народилася 2 липня 1983 року в місті Пахтакор, (Джизакская область Узбекистану). До 12 років родина жила в Казахстані в місті Шевченко (з 1991 року Актау). Після розлучення батьків вона разом з мамою Валентиною Павлівною в 1995 році переїхала в Іваново. В 1999 році після закінчення школи, вступає в Іванівське обласне училище культури на курс Танзілі Рахімзяновни Щокіної, яке закінчила в 2003 році.
Потім переїхала жити до Москви і влаштувалася менеджером в спортивний магазин на Кутузовському проспекті.
У 2007 році брала участь у програмі «Дві зірки» з Дмитром Колдуном.
У 2011 році вона почала грати роль зав.кафедрою в серіалі «Універ. Нова общага» на телеканалі ТНТ.
У 2012 році отримала премію «TopBeauty Cinema Awards» в номінації «Спокуса».
У 2018 році отримала премію «Fashion People Awards» в номінації «Актриса року».

## Творчість

### Фільмографія
1. 2005 — Примадонна — немає в титрах
2. 2006 — Віола Тараканова. У світі злочинних пристрастей — жертва сатаністів (фільм 1)
3. 2006 — Спогади Сталіна — епізод
4. 2006 — Рейки щастя — блондинка (4-я серія)
5. 2006 — Хто в домі господар? — Марина (78-я серія)[5]
6. 2007 — Тетянин день — Тетяна Баринова
7. 2008 — Героїня свого роману (Україна) — Ірина, дружина Максима
8. 2008 — Козаки-розбійники — Альона
9. 2008 — Шляховики — епізод
10. 2009 — Дві сторони однієї Анни — Ельза Рєзнікова[6]
11. 2009 — Третє бажання — Віка
12. 2009 — Дихай зі мною — Каріна
13. 2010 — V Центурія. У пошуках зачарованих скарбів — адвокат, помічниця Генріха Роста
14. 2010 — Іронія любові — Маша, подруга Асель[7]
15. 2010 — Квітка диявола — дівчина з вечірки
16. 2010 — Зайцев, пали! Історія шоумена — співачка Іволга
17. 2011 — Амазонки — Аня[8]
18. 2011 — Умови контракту — Марина
19. 2011 — Нічної таверни вогник — Марина
20. 2011 — Поцілунок в голову — Даша
21. 2011 — Моя божевільна родина — випадкова перехожа
22. 2011 — Гюльчатай — Жанна
23. 2012 — Універ. Нова общага — Ксенія Андріївна Ковальчук, завкафедрою[9]
24. 2012 — Джамайка — Габріела Семашко (Габі)
25. 2012 — Дихай зі мною — 2 — Карина (головна роль)
26. 2012 — Свідок — Віра Миколаївна Лядова
27. 2013 — Нічна фіалка — Рита
28. 2013 — Умови контракту 2 — Марина Архіпова[10]
29. 2013 — «Єралаш» (серія «Розплата») — Міледі[11]
30. 2013 — Перевірка на любов — Поліна, колега Петра в юридичній компанії
31. 2014 — Гюльчатай: Заради любові — Жанна
32. 2015 — Невидимки — блондинка
33. 2015 — Що творять чоловіки! 2 — Олександра
34. 2015 — Жінки проти чоловіків — Крістіна
35. 2015 — Зцілення — Віка
36. 2015 — Тонкий лід — Настя
37. 2016 — Мафія: Гра на виживання — Марія, танцівниця[12]
38. 2017 — За п'ять хвилин до січня
39. 2017 — Молодіжка-5 — дружина Руслана[13][14]
40. 2017 — Любов в місті ангелів
41. 2017 — Чисто московські вбивства (серіал) — Анжела[15]
42. 2017 — Щастя! Здоров'я!
43. 2018 — Жінки проти чоловіків: Кримські канікули
44. 2019 — Бихеппі — Наташа
45. 2020 — Без пам'яті
46. 2020 — Яскраві фарби осені
47. 2022 — Життя за викликом — Олена, юрист «Меджика»

### Відеокліпи (як актриса)
- 2014 — «Я — це ти» (Іраклі)[16]
- 2016 — «Ключі від раю» (Тіматі)
- 2017 — «Перша любов» (Анна Седокова)[17]
- 2017 — «Рукалицо» (Скруджи)
- 2018 — «Ти попав» (Іда Галич)